# 1898
| [ Edytuj tabelę ]              | |
| Król Polski (tytularny)        | - 1894 Mikołaj II Romanow 1917 |
| Emir Afganistanu               | - 1880 Abdur Rahman Chan 1901 |
| Współksiążęta Andory           | - 1879 Salvador Casañas i Pagès 1901 - 1895 Félix François Faure 1899                                                                      |
| Prezydent Argentyny            | - 1895 José Evaristo Uriburu 1898 - 1898 gen. Julio Argentino Roca 1904                                                                    |
| Cesarz Austrii                 | - 1848 Franciszek Józef I 1916 |
| Król Bawarii                   | - 1886 Otto 1913 |
| Król Belgów                    | - 1865 Leopold II 1909 |
| Premier Belgii                 | - 1896 Paul de Smet de Naeyer 1899 |
| Prezydent Boliwii              | - 1896 Severo Fernández Alonso 1899 |
| Prezydent Brazylii             | - 1894 Prudente de Morais 1898 - 1898 Manuel Ferraz de Campos Sales 1902                                                                   |
| Sułtan Brunei                  | - 1885 Hashim Jalilul Alam Aqamaddin 1906                                                                                                  |
| Car Bułgarii                   | - 1887 Ferdynand I Koburg 1918 |
| Premier Bułgarii               | - 1894 Konstantin Stoiłow 1899 |
| Prezydent Chile                | - 1896 Federico Errazuriz Echaurren 1901                                                                                                   |
| Cesarz Chin                    | - 1875 Guangxu 1908 |
| Premier Czarnogóry             | - 1879 Božo Petrović-Njegoš 1905 |
| Król Czech                     | - 1848 Franciszek Józef I 1916 |
| Król Danii                     | - 1863 Chrystian IX 1906 |
| Premier Danii                  | - 1897 Hugo Egmont Hørring 1900 |
| Dalajlama                      | - 1876 Thubten Gjaco 1933 |
| Władca Egiptu                  | - 1892 Abbas II Hilmi 1914 |
| Premier Egiptu                 | - 1895 Mustafa Fahmi Pasza 1908 |
| Prezydent Ekwadoru             | - 1895 Eloy Alfaro 1901 |
| Cesarz Etiopii                 | - 1889 Menelik II 1913 |
| Prezydent Francji              | - 1895 Félix François Faure 1899 |
| Premier Francji                | - 1896 Jules Méline 1898 - 1898 Henri Brisson 1898 - 1898 Charles Dupuy 1899                                                               |
| Król Grecji                    | - 1863 Jerzy I 1913 |
| Prezydent Gwatemali            | - 1892 José María Reina Barrios 1898 - 1898 Manuel Estrada Cabrera 1920                                                                    |
| Prezydent Haiti                | - 1896 Tirésias Simon Sam 1902 |
| Prezydent Hawajów              | - 1894 Sanford B. Dole 1900 |
| Król Hiszpanii                 | - 1886 Alfons XIII 1931 |
| Premier Hiszpanii              | - 1897 Práxedes Mateo Sagasta 1899 |
| Król Holandii                  | - 1890 Wilhelmina 1948 |
| Premier Holandii               | - 1897 Nicolaas Pierson 1901 |
| Prezydent Hondurasu            | - 1894 José Policarpo Bonilla Vásquez 1899                                                                                                 |
| Szach Iranu                    | - 1896 Mozaffar ad-Din 1907 |
| Król Irlandii                  | - 1837 Wiktoria Hanowerska 1901 |
| Cesarz Japonii                 | - 1867 Mutsuhito 1912 |
| Premier Japonii                | - 1896 Masayoshi Matsukata 1898 - 1898 Hirobumi Itō 1898 - 1898 Shigenobu Ōkuma 1898 - 1898 Aritomo Yamagata 1900                          |
| Kalif                          | - 1876 Abdülhamid II 1909 |
| Premier Kanady                 | - 1896 Wilfrid Laurier 1911 |
| Emir Kataru                    | - 1878 Kasim ibn Muhammad Al Sani 1913 |
| Prezydent Kolumbii             | - 1896 Miguel Antonio Caro 1898 - 1898 José Manuel Marroquín 1898 - 1898 Manuel Antonio Sanclemente 1900                                   |
| Patriarcha Konstantynopola     | - 1897 Konstantyn V 1901 |
| Władca Korei                   | - 1863 Kojong 1907 |
| Prezydent Kostaryki            | - 1894 Rafael Yglesias Castro 1902 |
| Emir Kuwejtu                   | - 1896 Mubarak 1899 |
| Prezydent Liberii              | - 1896 William Coleman 1900 |
| Książę Liechtensteinu          | - 1858 Jan II Dobry 1929 |
| Wielki książę Luksemburga      | - 1890 Adolf 1905 |
| Premier Luksemburga            | - 1888 Paul Eyschen 1915 |
| Sułtan Maroka                  | - 1894 Abd al-Aziz IV 1908 |
| Prezydent Meksyku              | - 1884 Porfirio Díaz 1911 |
| Książę Monako                  | - 1889 Albert I 1922 |
| Król Nepalu                    | - 1881 Prithvi 1911 |
| Premier Nepalu                 | - 1885 Bir Shumsher Jang Bahadur Rana 1901                                                                                                 |
| Cesarz Niemiec                 | - 1888 Wilhelm II Hohenzollern 1918 |
| Kanclerz Niemiec               | - 1894 Chlodwig Hochenlohe- -Schillingsfürst 1900                                                                                          |
| Prezydent Nikaragui            | - 1893 José Santos Zelaya 1909 |
| Król Norwegii                  | - 1872 Oskar II 1905 |
| Premier Nowej Zelandii         | - 1893 Richard Seddon 1906 |
| Sułtan Omanu                   | - 1888 Fajsal ibn Turki 1913 |
| Papież                         | - 1878 Leon XIII 1903 |
| Prezydent Paragwaju            | - 1894 Juan Bautista Egusquiza 1898 - 1898 Emilio Aceval 1902                                                                              |
| Prezydent Peru                 | - 1895 Nicolás de Piérola 1899 |
| Król Portugalii                | - 1889 Karol 1908 |
| Król Prus                      | - 1888 Wilhelm II 1918 |
| Car Rosji                      | - 1894 Mikołaj II 1917 |
| Król Rumunii                   | - 1881 Karol I 1914 |
| Premier Rumunii                | - 1897 Dimitrie Sturdza 1899 |
| Król Saksonii                  | - 1873 Albert I Wettyn 1902 |
| Prezydent Salwadoru            | - 1894 Rafael Antonio Gutiérrez 1898 - 1898 Tomás Regalado 1903                                                                            |
| Kapitanowie Regenci San Marino | - 1897 Antonio Belluzzi Pasquale Busignani 1898 - 1898 Pietro Filippi Onofrio Fattori 1898 - 1898 Marino Borbiconi Francesco Marcucci 1899 |
| Król Serbii                    | - 1889 Aleksander Obrenowić 1903 |
| Prezydent Szwajcarii           | - 1898 Eugène Ruffy 1898 |
| Król Szwecji                   | - 1872 Oskar II 1907 |
| Premier Szwecji                | - 1891 Erik Gustaf Boström 1900 |
| Król Tajlandii                 | - 1868 Chulalongkorn 1910 |
| Król Tonga                     | - 1893 Jerzy Tupou II 1918 |
| Premier Tonga                  | - 1893 Siosateki Veikune 1905 |
| Sułtan Turków                  | - 1876 Abdülhamid II 1909 |
| Prezydent Urugwaju             | - 1897 Juan Lindolfo Cuestas (p.o.) 1899                                                                                                   |
| Prezydent USA                  | - 1897 William McKinley 1901 |
| Prezydent Wenezueli            | - 1892 Joaquín Crespo 1898 - 1898 Ignacio Andrade 1899                                                                                     |
| Król Węgier                    | - 1848 Franciszek Józef I 1916 |
| Premier Węgier                 | - 1895 Dezső Bánffy 1899 |
| Monarcha Wielkiej Brytanii     | - 1837 Wiktoria 1901 |
| Premier Wielkiej Brytanii      | - 1895 Robert Gascoyne-Cecil 1902 |
| Król Włoch                     | - 1878 Humbert I 1900 |

Rok 1898 / MDCCCXCVIII
stulecia: XVIII wiek ~
XIX wiek ~
XX wiek

dziesięciolecia:
1860–1869 •
1870–1879 •
1880–1889 •
1890–1899
• 1900–1909
• 1910–1919
• 1920–1929

lata: 1888 «
1893 «
1894 «
1895 «
1896 «
1897 «
1898
» 1899
» 1900
» 1901
» 1902
» 1903
» 1908

## Wydarzenia w Polsce
- 3 stycznia – ukazało się pierwsze wydanie Gońca Łódzkiego.
- 14 stycznia – podjęto decyzję o budowie Twierdzy Malbork.
- 21 stycznia – W Legnicy uruchomiono pierwszą elektryczną linię tramwajową.
- 25 stycznia – uchwalono program Mazurskiej Partii Ludowej.
- 6 marca – na ulice Poznania wyjechał pierwszy tramwaj elektryczny.
- 1 kwietnia – uruchomiono pierwszą na dzisiejszych ziemiach polskich kolej elektryczną na trasie Wąbrzeźno-Wąbrzeźno Miasto.
- 8 czerwca – utworzono Warszawski Instytut Politechniczny im. Mikołaja II.
- 2 lipca – otwarto Sanatorium Przeciwgruźlicze w Wodzisławiu Śląskim.
- 14 lipca – grekokatolików na ziemiach polskich pod zaborem rosyjskim uznano za wyznawców prawosławia.
- 23 września – odsłonięto pomnik Sediny w Szczecinie.
- 20 listopada – odsłonięto pomnik króla Jana III Sobieskiego we Lwowie.
- 23 grudnia – W Łodzi pojawiły się pierwsze tramwaje elektryczne.
- 24 grudnia – odsłonięto Pomnik Adama Mickiewicza w Warszawie.
- Rozpoczęła się budowa „Pałacu Sztuki” w Krakowie, gmach oddano do użytku w 1901.

## Wydarzenia na świecie
- 4 stycznia – W Sankt Moritz odbyły się pierwsze zawody bobslejowe.
- 7 stycznia – W Petersburgu odbyła się prapremiera baletu Rajmonda.
- 12 stycznia – Hirobumi Itō został po raz trzeci premierem Japonii.
- 13 stycznia – francuski pisarz Émile Zola opublikował słynny list J’Accuse…! (Oskarżam!) w sprawie afery Dreyfusa.
- 23 stycznia – José Evaristo Uriburu został prezydentem Argentyny.
- 1 lutego – w pożarze buszu w South Gippsland (Australia) zginęło 12 osób, zniszczeniu uległo około 2 tys. budynków.
- 4 lutego – Stany Zjednoczone zajęły Wyspę Wake.
- 15 lutego – W porcie w Hawanie doszło do wybuchu na amerykańskim pancerniku USS Maine, co stało się pretekstem do wojny amerykańsko-hiszpańskiej.
- 5 marca – Konrad zu Hohenlohe-Schillingsfürst został premierem Austrii.
- 6 marca – oddziały niemieckie obsadziły chińską zatokę Jiaozhou, a następnie zawarły układ dzierżawny z Chinami na 99 lat, zezwalający na budowę linii kolejowych i eksploatację kopalń w prowincji Szantung.
- 9 marca – Victor Loret odkrył w Egipcie grobowiec faraona Amenhotepa II; składał się on ze schodów, dwóch pochyłych korytarzy, dwóch szybów (przy jednym z nich znajdowała się boczna komora), przedsionka, komory grobowej i czterech bocznych komór. Oprócz Amenhotepa II w grobowcu znajdowało się kilkunastu innych faraonów oraz książąt, którzy zostali tam umieszczeni za panowania faraona Smendesa.
- 13–15 marca – pierwszy Zjazd Socjalistycznej Partii Robotniczej Rosji (SDPRR) w Mińsku.
- 14 marca – założono szwajcarski klub piłkarski BSC Young Boys.
- 16 marca – założono Włoski Związek Piłki Nożnej.
- 26 marca – na terenie dzisiejszej RPA utworzono pierwszy na świecie rezerwat przyrody (dziś część Parku Narodowego Krugera).
- 27 marca – zawarto układ rosyjsko-chiński o wydzierżawieniu (na 25 lat) przez Rosję półwyspu Liaodong i budowie odgałęzienia kolei transsyberyjskiej od Harbinu do Port Artur.
- 28 marca – niemiecki Reichstag uchwalił 7-letni plan zbrojeń morskich.
- Kwiecień – Francja otrzymała w 99-letnią dzierżawę zatokę Guangzhouwan w południowych Chinach.
- 3 kwietnia – 88 poszukiwaczy złota zginęło pod lawiną w czasie gorączki złota nad rzeką Klondike.
- 5 kwietnia – założono angielski klub piłkarski Portsmouth F.C.
- 8 kwietnia – powstanie Mahdiego w Sudanie: zwycięstwo wojsk brytyjsko-egipskich w bitwie nad Atabarą.
- 21 kwietnia – początek wojny Stanów Zjednoczonych z Hiszpanią. Bezpośrednią jej przyczyną było rzekome wysadzenie w powietrze amerykańskiego pancernika USS „Maine” w Hawanie.
- 24 kwietnia – wojna amerykańsko-hiszpańska: Hiszpania wypowiedziała wojnę USA.
- 25 kwietnia – Wojna amerykańsko-hiszpańska: USA wypowiedziały wojnę Hiszpanii.
- 26 kwietnia – duński następca tronu książę Chrystian poślubił w Cannes meklemburską księżniczkę Aleksandrę.
- 30 kwietnia – powstało Stowarzyszenie Floty Niemieckiej.
- 1 maja – Wojna amerykańsko-hiszpańska: flota amerykańska odniosła zwycięstwo w bitwie w Zatoce Manilskiej.
- 8 maja – powstała włoska Liga Piłki Nożnej.
- 12 maja – Wojna amerykańsko-hiszpańska: okręty amerykańskie zbombardowały San Juan na Portoryko.
- 16 maja – José Jorge Loayza został po raz trzeci premierem Peru.
- 22 maja – założono niemiecki klub piłkarski SV Darmstadt 98.
- 25 maja:
  - uruchomiono komunikację tramwajową we francuskim Bourges.
  - założono najstarszy na Słowacji klub piłkarski Tatran Preszów (jako ETVE Preszów).
- 28 maja – Włoski fotograf amator Secondo Pia jako pierwszy wykonał fotografię Całunu Turyńskiego.
- 7 czerwca – W Bratysławie założono klub piłkarski FC Petržalka 1898 (jako Pozsonyi Torna Egyesület (PTE)).
- 9 czerwca – Chiny wydzierżawiły na 99 lat Hongkong Wielkiej Brytanii.
- 10 czerwca – na chorwackiej wyspie Krk zmarła ostatnia osoba (Tuone Udaina) posługująca się językiem dalmatyńskim.
- 12 czerwca – Filipiny uzyskały niepodległość (od Hiszpanii).
- 13 czerwca – W Kanadzie utworzono Terytorium Jukonu.
- 21 czerwca:
  - wyspa Guam stała się terytorium Stanów Zjednoczonych.
  - 34 osoby stojące na brzegu utonęły w wyniku fali powstałej w czasie wodowania brytyjskiego pancernika HMS „Albion” w stoczni w Blackwall.
- 22 czerwca – Wojna amerykańsko-hiszpańska: amerykańska piechota morska wylądowała na Kubie.
- 24 czerwca – Wojna amerykańsko-hiszpańska: nierozstrzygnięta bitwa pod Las Guasimas na Kubie.
- 27 czerwca – kanadyjski żeglarz Joshua Slocum zakończył w Newport w stanie Rhode Island swój rejs, podczas którego jako pierwszy człowiek opłynął samotnie cały świat.
- 28 czerwca – Henri Brisson został po raz drugi premierem Francji.
- Lipiec – Wyścig samochodowy na 192 km trasie Turyn-Asti-Aleksandria-Turyn wygrał Włoch L. Storero.
- 1 lipca – Wielka Brytania zajęła chińskie Weihaiwei, które miała dzierżawić dopóty, dopóki Rosja będzie zajmować półwysep Liaodong.
- 3 lipca – Wojna amerykańsko-hiszpańska: klęska floty hiszpańskiej w bitwie pod Santiago de Cuba.
- 7 lipca – Hawaje zostały zajęte zbrojnie przez USA. Prezydent William McKinley podpisał ustawę o aneksji Hawajów przez Stany Zjednoczone.
- 10 lipca – Wybuchł brytyjsko-francuski konflikt kolonialny o Faszodę (miejscowość nad górnym Nilem w Sudanie). Anglicy, zaniepokojeni ekspansją francuską, zagrozili wojną. Francuzi zostali zmuszeni do ustąpienia i rezygnacji z dalszej ekspansji w Afryce Wschodniej.
- 12 lipca – William Ramsay i Morris Travers odkryli ksenon.
- 14 lipca – grekokatolików na ziemiach polskich pod zaborem rosyjskim uznano za wyznawców prawosławia.
- 18 lipca – Maria Skłodowska-Curie i Piotr Curie odkryli polon.
- 20 lipca – odbyła się pierwsza sportowa relacja radiowa, przeprowadzona przez Guglielmo Marconiego z regat żeglarskich.
- 12 sierpnia:
  - Stany Zjednoczone dokonują aneksji Hawajów.
  - zawarto pokój kończący wojnę amerykańsko-hiszpańską.
- 28 sierpnia – farmaceuta Caleb Bradham z New Bern w Karolinie Północnej zmienił nazwę stworzonego i sprzedawanego przez siebie „Napoju Brada” na Pepsi-Cola.
- 2 września – zwycięstwo wojsk brytyjskich pod dowództwem Horatio Kitchenera w bitwie pod Omdurmanem położyło kres sudańskiej rewolcie zapoczątkowanej przez Mahdiego; w bitwie walczył późniejszy premier Wielkiej Brytanii – Winston Churchill.
- 10 września – W Genewie Elżbieta Bawarska, żona cesarza Franciszka Józefa I, została zasztyletowana przez włoskiego anarchistę.
- 19 września – otwarto nowy gmach Opery Królewskiej w Sztokholmie.
- 21 września – zamach stanu w Chinach, fiasko stu dni reform, uwięzienie cesarza Guangxu.
- 2 października – ksiądz Franciszek Hodur wyklęty przez biskupów rzymskokatolickich.
- 18 października – USA zajęły Portoryko.
- Listopad – koncesje udzielone na budowę linii kolejowych w Chinach: Wielka Brytania 2800 mil, Rosja 1530 mil, Niemcy 720 mil i Belgia 650 mil.
- 15 listopada – Campos Sales został prezydentem Brazylii.
- 21 listopada – po wystąpieniu Salwadoru rozpadła się Republika Środkowoamerykańska.
- 27 listopada – na wyspie Negros na Filipinach po zwycięskim antyhiszpańskim powstaniu proklamowano Kantonalną Republikę Negros.
- 1 grudnia – Duńczyk Valdemar Poulsen otrzymał patent na pierwszy magnetofon.
- 6 grudnia – Emil Berliner założył w Hanowerze firmę Deutsche Grammophon, pierwszą wytwórnię płytową.
- 9 grudnia – powstało Państwo Kreteńskie, autonomiczne państwo pod protektoratem osmańskim.
- 10 grudnia – pokój w Paryżu zakończył wojnę Stanów Zjednoczonych z Hiszpanią. Hiszpania zrzekła się: Kuby, Portoryko, Filipin i wyspy Guam (łączna powierzchnia 420 tys. km², ludność: 10 mln). W ramach odszkodowań wypłacono Hiszpanii 20 mln $.
- 18 grudnia – W pobliżu Achéres (Francja) hr. Gaston de Chasseloup-Laubat samochodem elektrycznym Jeantaud na odcinku 1 km ustanowił rekord szybkości na lądzie wynikiem 63,13 km/h.
- 26 grudnia – Maria Skłodowska-Curie i Piotr Curie odkryli polon i rad.
- 29 grudnia – W otwartym 2 miesiące wcześniej Moskiewskim Akademickim Teatrze Artystycznym odbyła się moskiewska premiera sztuki Antona Czechowa Mewa, wystawionej przez Stanisławskiego przy udziale autora; główne role grali: sam Konstantin Stanisławski, Wsiewołod Meyerhold oraz Olga Knipper, żona dramatopisarza.
- 31 grudnia – uruchomiono linię telefoniczną Moskwa-Petersburg.
- Rozruchy robotnicze w Mediolanie spowodowały liczne ofiary śmiertelne (strajkujący robotnicy i interweniujący żołnierze).
- W Norwegii wprowadzono powszechne prawo wyborcze dla wszystkich mężczyzn.
- Władze niemieckie zabroniły chłopom polskim zakładania nowych osad bez zezwolenia rządu. Przez kilkanaście lat Michał Drzymała sabotował ten zakaz mieszkając na swym wozie.
- Umowa japońsko-rosyjska zobowiązywała obydwie strony do powstrzymywania się od ingerencji w sprawy Korei.
- Proces Émila Zoli w związku z aferą kapitana Dreyfusa.
- Powstała Socjaldemokratyczna Partia Robotnicza Rosji.
- Powstała powieść „Titan” Morgana Robertsona.
- W Rosji, w pobliżu Sankt Petersburga, rozegrano pierwsze zawody samochodowe. Na krótkiej, 42 km trasie triumfował Rosjanin Mazi na samochodzie Panhard.
- Rozruchy chłopskie na Wołoszczyźnie (Rumunia).

## Urodzili się
- 1 stycznia – Viktor Ullmann, austriacki kompozytor, dyrygent pochodzenia żydowskiego (zm. 1944)
- 2 stycznia:
  - Józef Bach, polski oficer, kawaler Virtuti Militari (zm. 1939)
  - Jakub Hilary Barbal Cosan, hiszpański lasalianin, męczennik, święty katolicki (zm. 1937)
- 9 stycznia – Gracie Fields, angielska piosenkarka i aktorka komediowa (zm. 1979)
- 12 stycznia – Konstanty Zbijewski, polski oficer, kawaler Orderu Virtuti Militari (zm. 1939)
- 16 stycznia – Aniela Kozłowska, polska botanik, wirusolog (zm. 1981)
- 17 stycznia – Carl Maria Splett, niemiecki duchowny katolicki, biskup gdański (zm. 1964)
- 20 stycznia – Florian Kapsa, polski oficer (zm. 1940)
- 22 stycznia – Siergiej Eisenstein, rosyjski reżyser i scenarzysta filmowy (zm. 1948)
- 23 stycznia – Alojzy Liguda, polski webista, męczennik, błogosławiony (zm. 1942)
- 26 stycznia – Katarzyna Kobro, polska rzeźbiarka (zm. 1951)
- 27 stycznia – Robert Levasseur, francuski rugbysta, medalista olimpijski (zm. 1974)
- 29 stycznia – Ludwik Ziembicki, polski komandor porucznik (zm. 1985)
- 4 lutego – Zbigniew Ryziewicz, polski zoolog (zm. 1977)
- 6 lutego – Ałła Tarasowa, rosyjska aktorka (zm. 1973)
- 7 lutego:
  - Kurt Kolle, niemiecki psychiatra, historyk medycyny, wykładowca akademicki (zm. 1975)
  - Hans Krahe, niemiecki filolog, językoznawca, onomasta, wykładowca akademicki (zm. 1965)
  - Karol Piltz, polski szachista (zm. 1939)
  - Roman Turek, polski pisarz, żołnierz AK (zm. 1982)
- 8 lutego – Emanuel Morales, meksykański działacz Akcji Katolickiej, męczennik, święty katolicki (zm. 1926)
- 9 lutego:
  - Helene Engelmann, austriacka łyżwiarka figurowa (zm. 1985)
  - Stefan Kownas, polski botanik, wykładowca akademicki (zm. 1978)
- 10 lutego – Bertolt Brecht, niemiecki pisarz (zm. 1956)
- 12 lutego – Tadeusz Lelo, polski oficer i działacz niepodległościowy (zm. ?)
- 14 lutego – Fritz Zwicky, szwajcarski stronom (zm. 1974)
- 17 lutego – Ignacy Posadzy, Sługa Boży, polski ksiądz, współzałożyciel Towarzystwa Chrystusowego i założyciel Sióstr Misjonarek Chrystusa Króla (zm. 1984)
- 18 lutego – Adolphe Jauréguy, francuski rugbysta, medalista olimpijski (zm. 1977)
- 22 lutego – Karol Bunsch, polski pisarz (zm. 1987)
- 25 lutego:
  - Ernest Angelo, kapitan Wojska Polskiego, kawaler Virtuti Militari (zm. ?)
  - Władysław Bromiński, sierżant Wojska Polskiego, kawaler Virtuti Militari (zm. ?)
- 26 lutego – Aleksander Jabłoński, polski fizyk (zm. 1980)
- 3 marca – Kazimierz Blaschke, polski wiolonczelista, dyrygent, pedagog (zm. 1958)
- 5 marca:
  - Misao Ōkawa, japońska superstulatka (zm. 2015)
  - Zhou Enlai, chiński wojskowy, polityk, premier Chin (zm. 1976)
- 6 marca – Maria Antonia Bandres, zakonnica, błogosławiona katolicka (zm. 1919)
- 12 marca – Raoul Thiercelin, francuski rugbysta, medalista olimpijski (zm. 1988)
- 15 marca – Ludwik Jakimiak, polski działacz niepodległościowy, kawaler Orderu Virtuti Militari (zm. ?)
- 17 marca:
  - Saul Amsterdam, polski działacz komunistyczny (zm. 1937)
  - Józef Kubis, sierżant Wojska Polskiego, kawaler Virtuti Militari (zm. 1938)
- 20 marca – Józef Maria Zabal Blasco, hiszpański działacz Akcji Katolickiej, męczennik, błogosławiony katolicki (zm. 1936)
- 21 marca – Janusz Groszkowski, polski radiotechnik i elektronik, polityk, prezes PAN, poseł na Sejm PRL (zm. 1984)
- 31 marca:
  - Walter Larysz, powstaniec śląski (zm. 1921)
  - Franciszek Twardowski, kapitan piechoty Wojska Polskiego, kawaler Orderu Virtuti Militari (zm. 1939)
- 4 kwietnia:
  - Agnes Ayres, amerykańska aktorka (zm. 1940)
  - Feliks Peto, polski kupiec, oficer, kawaler Orderu Virtuti Militari (zm. 1984)
- 13 kwietnia – Maja Berezowska, polska malarka i karykaturzystka (zm. 1978)
- 25 kwietnia – Stefan Wolski, polski oficer (zm. 1940)
- 26 kwietnia – Edward Eagan, amerykański sportowiec (zm. 1967)
- 28 kwietnia:
  - Władysław Naprawa, major piechoty Wojska Polskiego, kawaler Virtuti Militari (zm. 1975)
  - Helena Piszczatowska, polska łączniczka, żołnierz AK (zm. 1991)
- 29 kwietnia – Adele Comandini, amerykańska scenarzystka filmowa (zm. 1987)
- 1 maja:
  - William Gayraud-Hirigoyen, francuski rugbysta, bobsleista i skeletonista, olimpijczyk, działacz i sędzia sportowy (zm. 1962)
  - Władysław Goral, polski duchowny katolicki, biskup pomocniczy lubelski, męczennik, błogosławiony (zm. 1945)
- 5 maja – Augustyn Caloca Cortés, meksykański duchowny katolicki, męczennik, święty (zm. 1927)
- 6 maja:
  - Stanisław Malik, polski oficer i działacz niepodległościowy (zm. ?)
  - Eugeniusz Rybka, polski astronom (zm. 1988)
- 8 maja – Franciszek Sakowski, kapitan piechoty Wojska Polskiego, kawaler Orderu Virtuti Militari (zm. 1945)
- 9 maja:
  - Arend Heyting, holenderski matematyk, logik (zm. 1980)
  - Maria Malicka, polska aktorka (zm. 1992)
- 11 maja – Jan Wasilkowski, polski prawnik, polityk, poseł na Sejm PRL, pierwszy prezes Sądu Najwyższego (zm. 1977)
- 21 maja – Wiktor Hoppe, polski działacz komunistyczny i związkowy (zm. 1969)
- 26 maja – Rudolf Lew, polski oficer, kawaler Virtuti Militari (zm. 1923)
- 5 czerwca – Federico García Lorca, hiszpański poeta, dramatopisarz (zm. 1936)
- 10 czerwca – Aleksander Mościcki, polski duchowny katolicki, biskup pomocniczy łomżyński (zm. 1980)
- 13 czerwca – Adrian Hoszowski, ukraiński działacz komunistyczny, publicysta, dziennikarz (zm. 1967)
- 16 czerwca – Alice Bálint, węgierska psychoanalityk, antropolog (zm. 1939)
- 17 czerwca – Maurits Cornelis Escher, holenderski malarz, grafik (zm. 1972)
- 18 czerwca – Edward Szczeklik, polski kardiolog (zm. 1985)
- 20 czerwca – Witold Taszycki, polski językoznawca (zm. 1979)
- 22 czerwca:
  - Ludwik Monza, włoski duchowny katolicki, błogosławiony (zm. 1954)
  - Erich Maria Remarque, niemiecki pisarz (zm. 1970)
- 23 czerwca – Lillian Hall-Davis, brytyjska aktorka filmowa (zm. 1933)
- 24 czerwca – Jan Szmidla, polski oficer, kawaler Orderu Virtuti Militari (zm. 1982)
- 27 czerwca – Piotr Wysocki, polski polityk, prezydent Gorzowa Wielkopolskiego (zm. 1985)
- 28 czerwca – Anders Lundgren, norweski żeglarz, medalista olimpijski (zm. 1964)
- 3 lipca – Stefan Grelewski, polski duchowny katolicki, męczennik, błogosławiony (zm. 1941)
- 4 lipca – Gertrude Weaver, amerykańska superstulatka (zm. 2015)
- 5 lipca – André Chilo, francuski rugbysta, medalista olimpijski (zm. 1982)
- 7 lipca – Alicja Bełcikowska, polska pisarka, działaczka społeczna (zm. 1940)
- 8 lipca – Władysław Łubieński, polski oficer, kawaler Orderu Virtuti Militari (zm. 1965)
- 14 lipca – Harry Watson, kanadyjski hokeista (zm. 1957)
- 20 lipca – Leopold Infeld, polski fizyk teoretyczny (zm. 1968)
- 23 lipca – Paul Van Halteren, belgijski żeglarz, olimpijczyk (zm. 1949)
- 24 lipca – Józef Skrzypkowski, polski oficer, kawaler Orderu Virtuti Militari (zm. ?)
- 29 lipca – Isidor Isaac Rabi, amerykański fizyk (zm. 1988)
- 31 lipca – Adam Niedenthal, polski żołnierz, kawaler Orderu Virtuti Militari (zm. 1944)
- 2 sierpnia:
  - Karolina Kózka, polska męczennica, błogosławiona katolicka (zm. 1914)
  - Bronisław Maksymilian Majewski, polski działacz niepodległościowy (zm. ?)
- 10 sierpnia – Tadeusz Dołęga-Mostowicz, polski pisarz (zm. 1939)
- 15 sierpnia – Jan Brzechwa, polski poeta, autor bajek dla dzieci (zm. 1966)
- 20 sierpnia – Edward Graff, amerykański sportowiec i trener, medalista olimpijski (zm. 1954)
- 23 sierpnia – Tadeusz Szaliński, polski prawnik, działacz niepodległościowy (zm. 1971)
- 26 sierpnia – Peggy Guggenheim, amerykańska kolekcjonerka dzieł sztuki (zm. 1979)
- 30 sierpnia – Shirley Booth, amerykańska aktorka, laureatka Oscara (zm. 1992)
- 4 września – Charles Doe, amerykański sportowiec, medalista olimpijski (zm. 1995)
- 9 września – Styles Bridges, amerykański polityk, senator ze stanu New Hampshire (zm. 1961)
- 12 września – Adam Sokołowski, polski lekarz, taternik (zm. 1984)
- 15 września – Michał Białecki, polski żołnierz, kawaler Orderu Virtuti Militari (zm. ?)
- 16 września – Kazimierz Cyprian Ujazdowski, polski adwokat, działacz konspiracyjny (zm. 1942)
- 18 września:
  - Philip Clark, amerykański sportowiec, medalista olimpijski (zm. 1985)
  - Michał Szykulski, polski podoficer, kawaler Virtuti Militari (zm. 1955)
- 19 września:
  - Friedrich Hildebrandt, niemiecki polityk nazistowski, zbrodniarz wojenny (zm. 1948)
  - Giuseppe Saragat, włoski ekonomista, polityk, prezydent Włoch (zm. 1988)
- 23 września:
  - Jadwiga Smosarska, polska aktorka (zm. 1971)
  - Mieczysław Sokołowski, polski podpułkownik, żołnierz AK, uczestnik powstania warszawskiego (zm. 1944)
- 24 września:
  - Jan Bilot, polski nauczyciel, policjant, pisarz (zm. 1940)
  - Howard Walter Florey, australijski farmakolog, laureat Nagrody Nobla (zm. 1968)
- 26 września – Wacław Jabłonowski, polski działacz komunistyczny i związkowy (zm. 1971)
- 27 września:
  - Otto Fiński, polski działacz sportowy, naukowiec i oficer (zm. 1962)
  - Stanisław Kubista, polski werbista, męczennik, błogosławiony katolicki (zm. 1940)
- 28 września – Aleksander Zdanowicz, prawnik, oficer, kawaler Virtuti Militari (zm. ?)
- 30 września – Mikołaj Gross, niemiecki działacz związkowy, męczennik, błogosławiony katolicki (zm. 1945)
- 4 października – John O’Neil, amerykański sportowiec, medalista olimpijski (zm. 1950)
- 10 października – Karl Bielig, niemiecki polityk (zm. 1991)
- 15 października – Edward Mazurkiewicz, polski kancelista, odznaczony Orderem Virtuti Militari (zm. ?)
- 18 października:
  - Henri Béhotéguy, francuski rugbysta (zm. 1975)
  - John Ditlev-Simonsen, norweski żeglarz, medalista olimpijski (zm. 2001)
  - Piotr Jaźwiecki, polski samorządowiec, prezydent Torunia (zm. 1975)
  - Kazimierz Kubicz, polski żołnierz, kawaler Orderu Virtuti Militari (zm. 1943)
  - Lotte Lenya, austriacka aktorka, piosenkarka (zm. 1981)
- 19 października:
  - Amanda Junquera Butler, hiszpańska pisarka (zm. 1986)
  - Mieczysław Szczuka, polski artysta plastyk (zm. 1927)
- 31 października – Józef Bujak, polski kapitan piechoty, biegacz narciarski, alpejczyk (zm. 1949)
- 4 listopada – Aage Høy-Petersen, duński żeglarz, medalista olimpijski (zm. 1967)
- 7 listopada – Jefim Sławski, radziecki wojskowy, polityk (zm. 1991)
- 12 listopada:
  - Henryk Sucharski, dowódca obrony Westerplatte (zm. 1946)
  - Leopold Okulicki, pseudonim „Niedźwiadek”, ostatni komendant Armii Krajowej (zm. 1946)
- 13 listopada:
  - Wallace Foster Bennett, amerykański polityk, senator ze stanu Utah (zm. 1993)
  - Aleksander Marten, polski aktor filmowy i teatralny oraz reżyser filmowy (zm. 1942)
- 15 listopada – Sylvan Goldman, amerykański biznesmen i twórca wózka sklepowego (zm. 1984)
- 16 listopada – Wilhelm Scheider, polski koordynator Świadków Jehowy (zm. 1971)
- 19 listopada – Wilhelm Moberg, szwedzki żeglarz, olimpijczyk (zm. 1977)
- 24 listopada – Liu Shaoqi, chiński polityk, przewodniczący ChRL (zm. 1969)
- 25 listopada – Jack Patrick, amerykański sportowiec, medalista olimpijski (zm. 1959)
- 27 listopada – Maria Vetulani de Nisau, polska działaczka niepodległościowa, żołnierz AK, uczestniczka powstania warszawskiego (zm. 1944)
- 28 listopada – Andrzej Sternal, polski działacz robotniczy i komunistyczny (zm. 1984)
- 30 listopada – Andrzej Krzewniak, polski działacz związkowy, prezydent Białegostoku (zm. 1951)
- 1 grudnia – Antoni Kolnarski, polski oficer, kawaler Virtuti Militari (zm. 1931)
- 4 grudnia – Maly Delschaft, niemiecka aktorka (zm. 1995)
- 5 grudnia – Grace Moore, amerykańska aktorka, śpiewaczka operowa (zm. 1947)
- 8 grudnia – Christopher Dahl, norweski żeglarz, medalista olimpijski (zm. 1966)
- 13 grudnia:
  - Gholamali Bajandor, irański kontradmirał (zm. 1941)
  - Feliks Parnell, polski tancerz i choreograf (zm. 1980)
  - Henryk Wereszycki, polski historyk (zm. 1990)
- 19 grudnia – René Riffaud, francuski weteran wojenny (zm. 2007)
- 21 grudnia – Ira Sprague Bowen, amerykański astronom i astrofizyk (zm. 1973)
- 24 grudnia – Shtjefën Kurti, albański duchowny katolicki, męczennik, błogosławiony (zm. 1971)
- 26 grudnia – Rafał Ekielski, inżynier, konstruktor i budowniczy motocykli (zm. 1969)
- data dzienna nieznana: 
  - Julia Acker, polska malarka pochodzenia żydowskiego (zm. 1942)
  - Kazimiera Alberti, polska poetka, powieściopisarka, działaczka kulturalna (zm. 1962)
  - Mosze Ben–Ammi, izraelski polityk (zm. 1960)
  - Artūrs Mihelsons, łotewski komunista (zm. 1939)
  - Aleksander Morański, polski malarz (zm. 1974)
  - Abraham Schalit, izraelski historyk (zm. 1979)
  - Barbara Szacka, polska Sprawiedliwa wśród Narodów Świata (zm. 1998)

## Święta ruchome
- Tłusty czwartek: 17 lutego
- Ostatki: 22 lutego
- Popielec: 23 lutego
- Niedziela Palmowa: 3 kwietnia
- Pamiątka śmierci Jezusa Chrystusa: 5 kwietnia
- Wielki Czwartek: 7 kwietnia
- Wielki Piątek: 8 kwietnia
- Wielka Sobota: 9 kwietnia
- Wielkanoc: 10 kwietnia
- Poniedziałek Wielkanocny: 11 kwietnia
- Wniebowstąpienie Pańskie: 19 maja
- Zesłanie Ducha Świętego: 29 maja
- Boże Ciało: 9 czerwca